# Чернощёкая кустарниковая танагра
Чернощёкая кустарниковая танагра (лат. Chlorospingus inornatus) — вид воробьиных птиц из семейства Passerellidae.
Птицы обитают в субтропических и тропических горных влажны лесах и горных кустарниковых зарослях, на высоте 800—1550 метров над уровнем моря, на крайнем востоке провинции Парьен — в Серро-Сапо (исп. Cerro Sapo), Серрания-де-Хунгурудо (исп. Serranía de Jungurudó) и Серро-Пире (исп. Cerro Pirre), в восточной Панаме, в северо-западной части департамента Чоко — в Алтурас-де-Нике (исп. Alturas de Nique), в северо-западной Колумбии. Масса птиц около 24 грамм.